# نادي ماكارثر
نادي ماكارثر هو نادي كرة قدم أسترالي من نيوساوث ويلز،تأسس النادي في 2017 وأنضم لالدوري الأسترالي لكرة القدم في 2020.